# غونتر رال
غونتر رال (10 مارس 1918)   - 4 أكتوبر 2009) طيران عسكري ألماني. كان رال ثالث أنجح طيار مقاتل في تاريخ الطيران، خلف جيرهارد بارخورن، وهو الثاني، وإريك هارتمان، وهو الأول.  أصبح غونتر رال مشهورا على الجبهة الشرقية حيث شارك في كثير من الأحيان في معارك جوية ضد الطائرات المقاتلة السوفيتية. طار في 621 مهمة قتالية وحصل على 275 انتصارا جويا في المجموع. على الجبهة الشرقية وحدها حقق 272 منهم و241 ضد طائرات مقاتلة أخرى.
شهد أول نجاحته خلال معركة فرنسا في مايو 1940، عندما نجح في الدفاع عن طائرة استطلاع ضد ثلاث طائرات مقاتلة فرنسية من طراز P-36 هوك. تمكن من اخبار احدها على الهبوط . بعد وقت قصير وعلى الجبهة الشرقية سجل انتصاراته المحققة بشكل يومي. وقد اسقط رال ثمان مرات واصيب ثلاث مرات.بعد هبوطه نقل إلى المستشفى واستنتج الأطباء أن ظهره قد كسر في ثلاثة أماكن. وأرسل إلى مستشفى في فيينا وأخبر بأنه لن يستطيع أبدا أن يستعيد ما يكفي من قوته وصحته ليطير مرة أخرى. أثبتت غونتر رال أن نصائح الاطباء خاطئة وكان مرة أخرى في قمرة الطائرة بعد عام واحد فقط من وقوع الحادث.
في أبريل 1944 تم استدعاء رال مرة أخرى للمشاركة في الدفاع عن الرايخ ضد قاذفات الحلفاء. وفي إحدى رحلاته أسقط مرة أخرى. عانى رال من إصابات طفيفة شملت إبهامه الأيسر وبسبب المضاعفات الصحية أجبر على التنحي عن المهام القتالية لفترة من الوقت خلال تلك الفترة درس رال الطائرات الأمريكية التي تمكن الألمان من التقاطها. وقد أعجب رال بطائرات العدو واستخدم أبحاثه لتحسين تكتيكات طياريه. بعد الحرب تمكن غونتر رال من العثور على وظيفة في جيش ألمانيا الغربية المنشأ حديثا ثم أصبح فيما بعد ملازما عاما وملحق عسكري في قوات الناتو.

## الحرب العالمية الثانية
بدأت الحرب العالمية الثانية في أوروبا يوم الجمعة 1 سبتمبر 1939 عندما غزت القوات الألمانية بولندا. تم نشره في غرب ألمانيا، لمهمة الدفاع عن الرايخ ورال لم ير القتال. في 7 مارس 1940.

## روابط خارجية
- غونتر رال على موقع الموسوعة البريطانية (الإنجليزية)
- غونتر رال على موقع مونزينجر (الألمانية)

### اقتباسات
1. 1 2  Encyclopædia Britannica | Gunther Rall (بالإنجليزية), QID:Q5375741
2. ↑   http://www.warbirds-eaa.org/news/2009%20-%2010_06%20-%20Famed%20German%20Ace%20Gunther%20Rall%20Passes%20Away.html. {{استشهاد ويب}}: |url= بحاجة لعنوان (مساعدة) والوسيط |title= غير موجود أو فارغ (من ويكي بيانات) (مساعدة)
3. ↑  Zabecki 2014.